# Pinctada margaritifera
Pinctada margaritifera är en musselart som först beskrevs av Carl von Linné 1758.  Pinctada margaritifera ingår i släktet Pinctada och familjen Pteriidae. Inga underarter finns listade i Catalogue of Life.